# Embiotoca jacksoni
Embiotoca jacksoni ist ein Fisch aus der Familie der Brandungsbarsche (Embiotocidae). Er lebt an der Küste Kaliforniens von Fort Bragg bis zum mittleren Niederkalifornien und bei der Insel Guadalupe. Als Biotop bevorzugen sie felsige Areale in der Nähe von Tangwäldern, schwimmen auch über sandigen Bodengrund, in Buchten und in Häfen. Embiotoca jacksoni hält sich in kleinen Schwärmen vor allem in flachem Wasser bis in Tiefen von maximal 46 Meter, meist aber nur bis 6 Meter Tiefe auf.

## Merkmale
Charakteristisch für die Art ist eine Region vergrößerter Schuppen zwischen Brust- und Bauchflossen. Die längsten Hartstrahlen der Rückenflosse sind immer kürzer als die Weichstrahlen. Die Grundfarbe ist meistens schwarz, orange- oder rotbraun. Die Flanken haben neun braune oder schwarze Streifen. Auf den Flossen zeigen sich manchmal blaue Punkte, die Bauchflossen sind rot oder orange, die Afterflosse hat manchmal blaue oder goldene Streifen. Die Lippen sind dick, orange, gelb oder rotbraun. Die Fische werden 38 cm lang und erreichen ein Gewicht von 700 Gramm und ein Alter von 10 Jahren.